# Cryptoprocta ferox

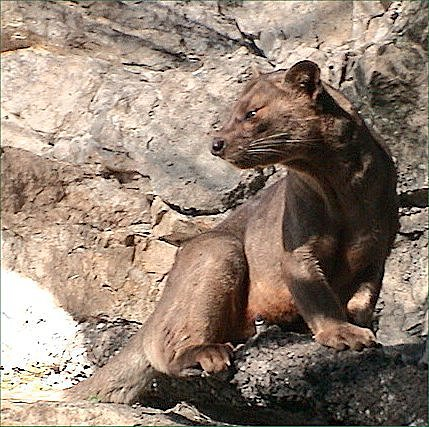
Cryptoprocta ferox

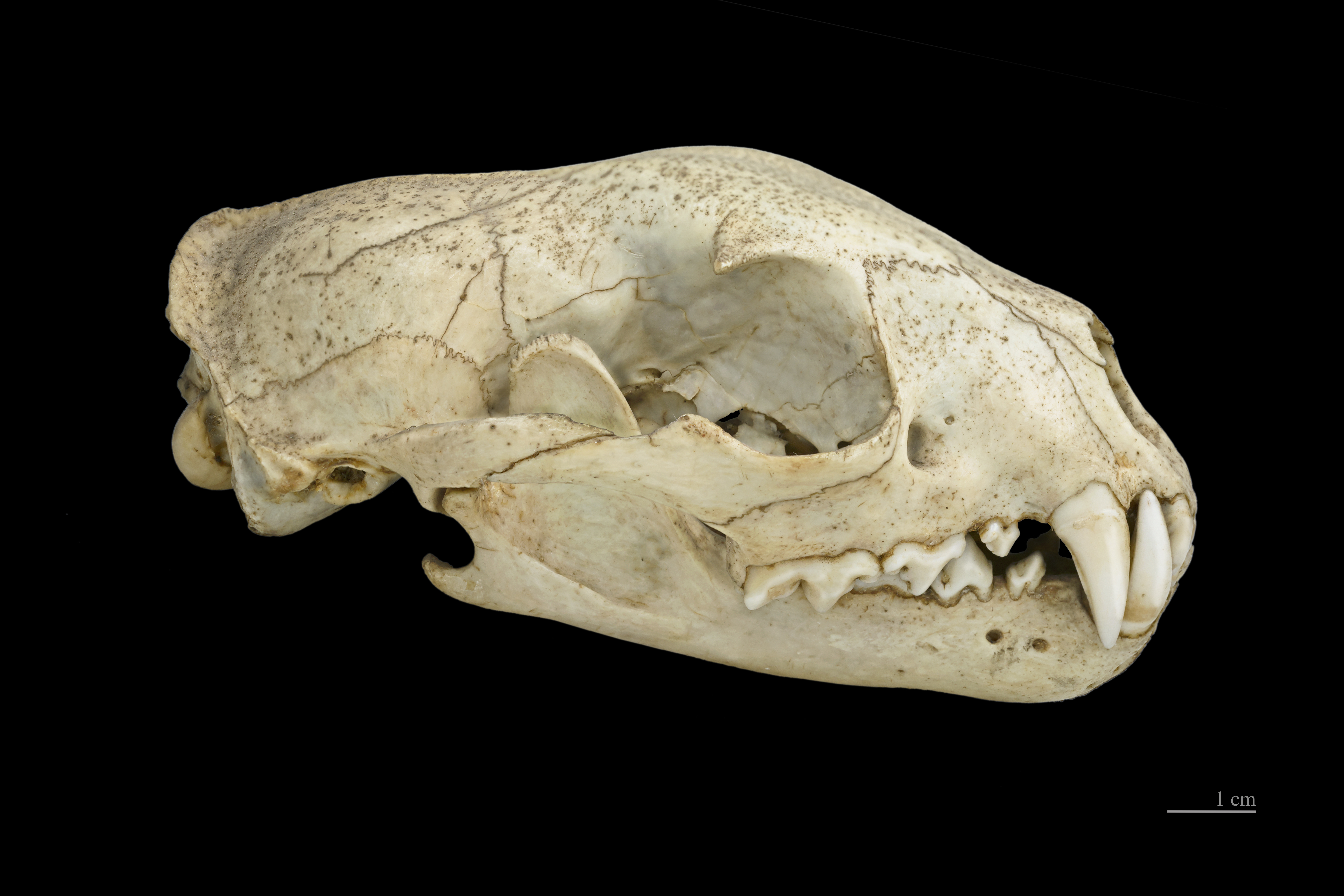
Cryptoprocta ferox

Cryptoprocta ferox, cunoscut și sub numele de fosa sau fossa, după denumirea în limba malgașă, este un Euplerid carnivor endemic în Madagascar și totodată cel mai mare mamifer carnivor ce trăiește pe această insulă.
Lungimea masculului este de 1,5 m și greutatea 10,6 kg. Blana este de culoare roșcată, maronie sau neagră. Are un corp zvelt și mobil care îi permite să străbată zonele stâncoase și împădurite din habitatul său. Dieta îi este formată din lemuri pe care îi prinde cu ușurință în arbori.
Femela naște 1-3 pui pe care îi îngrijește. Puii sunt lipsiți de blană și sunt de dimensiunea unui șoarece. Masculii se provoacă în lupte sângeroase.
Mangusta, geneta, zibeta asiatică și zibeta africană sunt cele mai apropiate rude ale fosei. Acestea au hrana asemănătoare cu a fosei.